# 地钱
地钱（学名：Marchantia polymorpha）是地钱纲下的一种叶状苔类植物。 地钱广布全球各地，形态多变，包含三个亚种。 本种为雌雄异株，有雌雄株之分。 

## 亚种
地钱有三个亚种：
- Marchantia polymorpha subsp. ruderalis Bischl. & Boissel.-Dub.
- Marchantia polymorpha subsp. polymorpha (指名亚种)
- Marchantia polymorpha subsp. montivagans Bischl. & Boissel.-Dub.

## 生境
地钱多生于阴凉潮湿的土壤和岩石表面，例如溪流和水池的岸边、沼泽、泥沼和沙丘洼地。 部分居群半水生，生长在沼泽以及水位不稳定的小池塘中。

## 形态

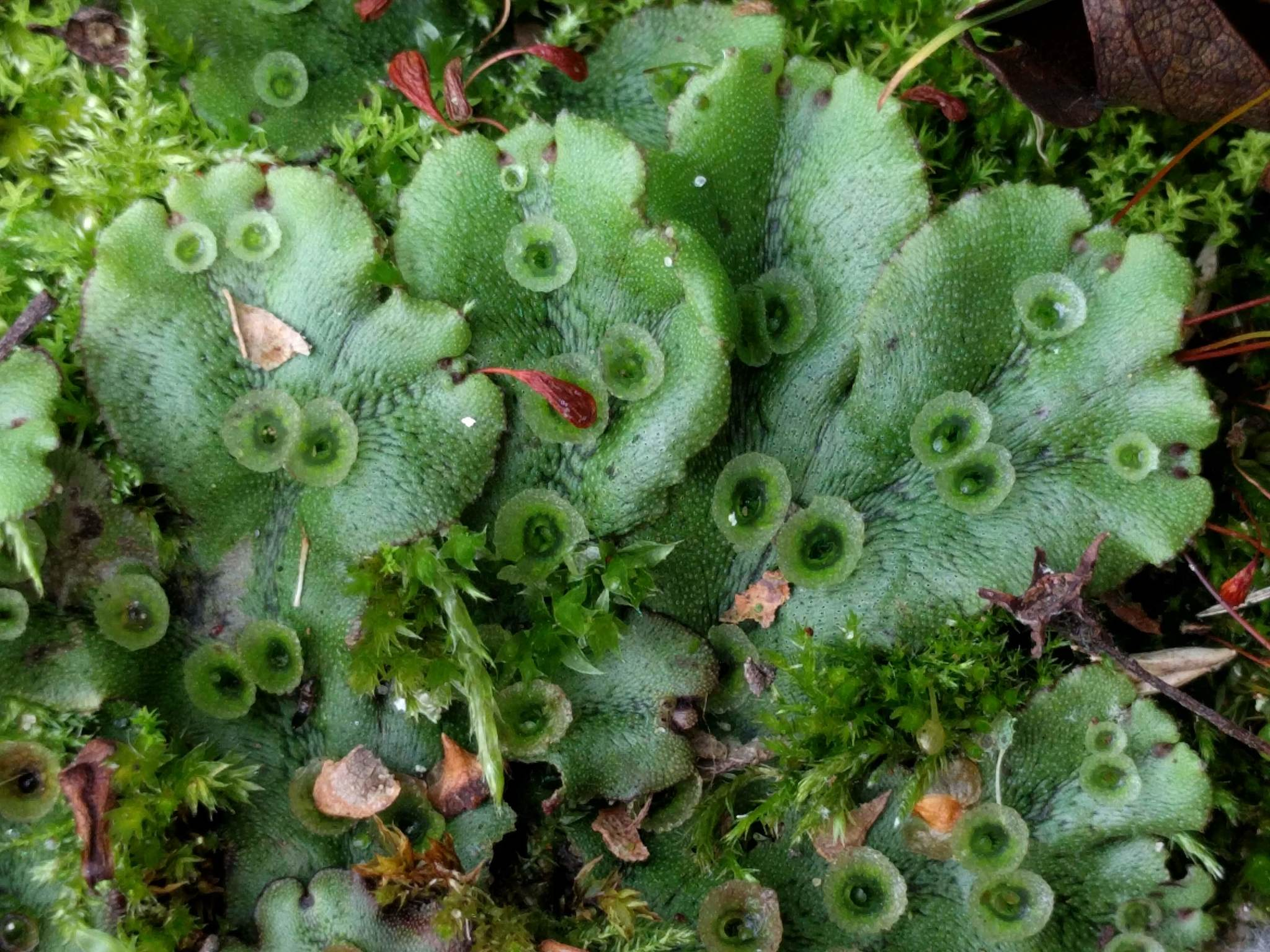
Marchantia polymorpha subsp. ruderalis的二叉分枝状叶状体及胞芽杯

地钱是一种叶状苔类植物，其主体由扁平、二叉分枝的绿色叶状体组成，叶状体可长至10厘米长，宽可达2厘米，老化后会逐渐变黑或变棕。叶状体的上表面常有下凹的纹路，而贴地的一面则生有许多假根，并无显著的吸收水分或养分作用，主要功能是将叶状体固定在土壤上。与所有地钱纲物种一样，地钱的复杂油体仅见于特化的细胞中，并几占据了这些细胞的全部内部空间。

## 生命周期及繁殖

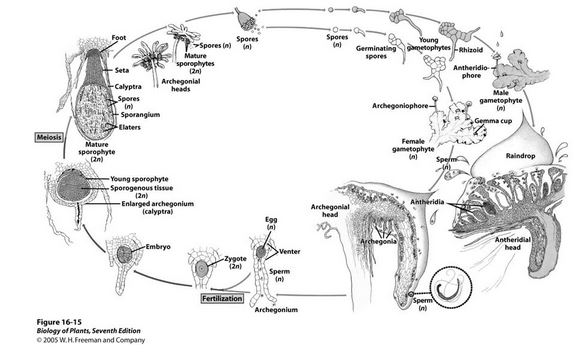
地钱的生命周期

### 生命周期
和其他陆生植物一样，地钱具有世代交替的生命周期，即配子体和孢子体均为多细胞。地钱的孢子体无法独立生存，一般生于配子体的配子托上。地钱的配子体一般为单倍体，通过有丝分裂产生单倍体配子（卵子和精子）。配子融合为二倍体合子后发育成为二倍体的孢子体，随后正常情况下孢子体通过减数分裂产生单倍体孢子

### 生殖

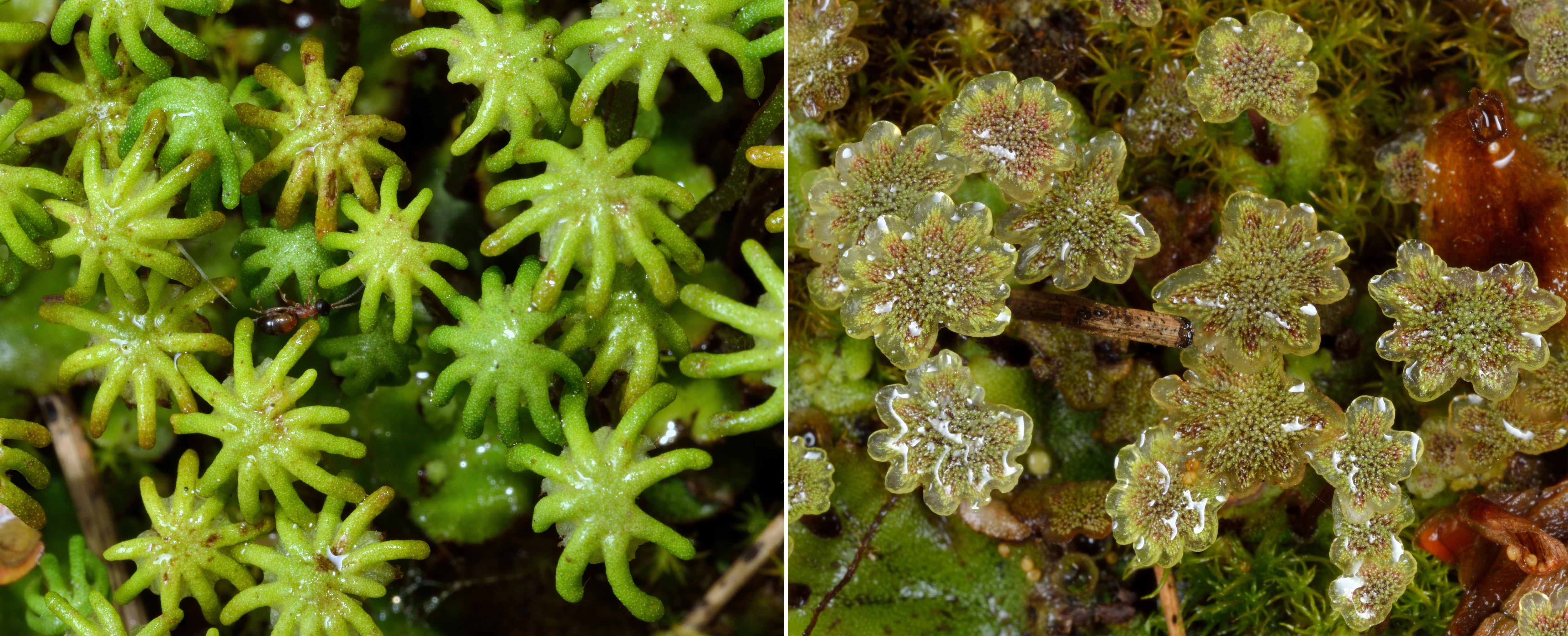
地钱的雌性（左）和雄性（右）的配子枝

#### 有性生殖
地钱所产生的伞状生殖结构（配子体世代），称为配子托或配子枝。雌性配子体所生的雌托（archegoniophore）由一根直立的轴和星状开裂的顶部构成，生有制造卵子的颈卵器。而雄托则顶部扁平无明显开裂，边缘具圆齿，生有制造精子的精子器。

#### 无性繁殖
除有性繁殖外，地钱也可通过芽孢杯内产生的芽孢进行无性繁殖。芽孢呈扁豆形，可由来自降水或临近水体的水滴传播。以此方式可较快速地拓殖较大面积。

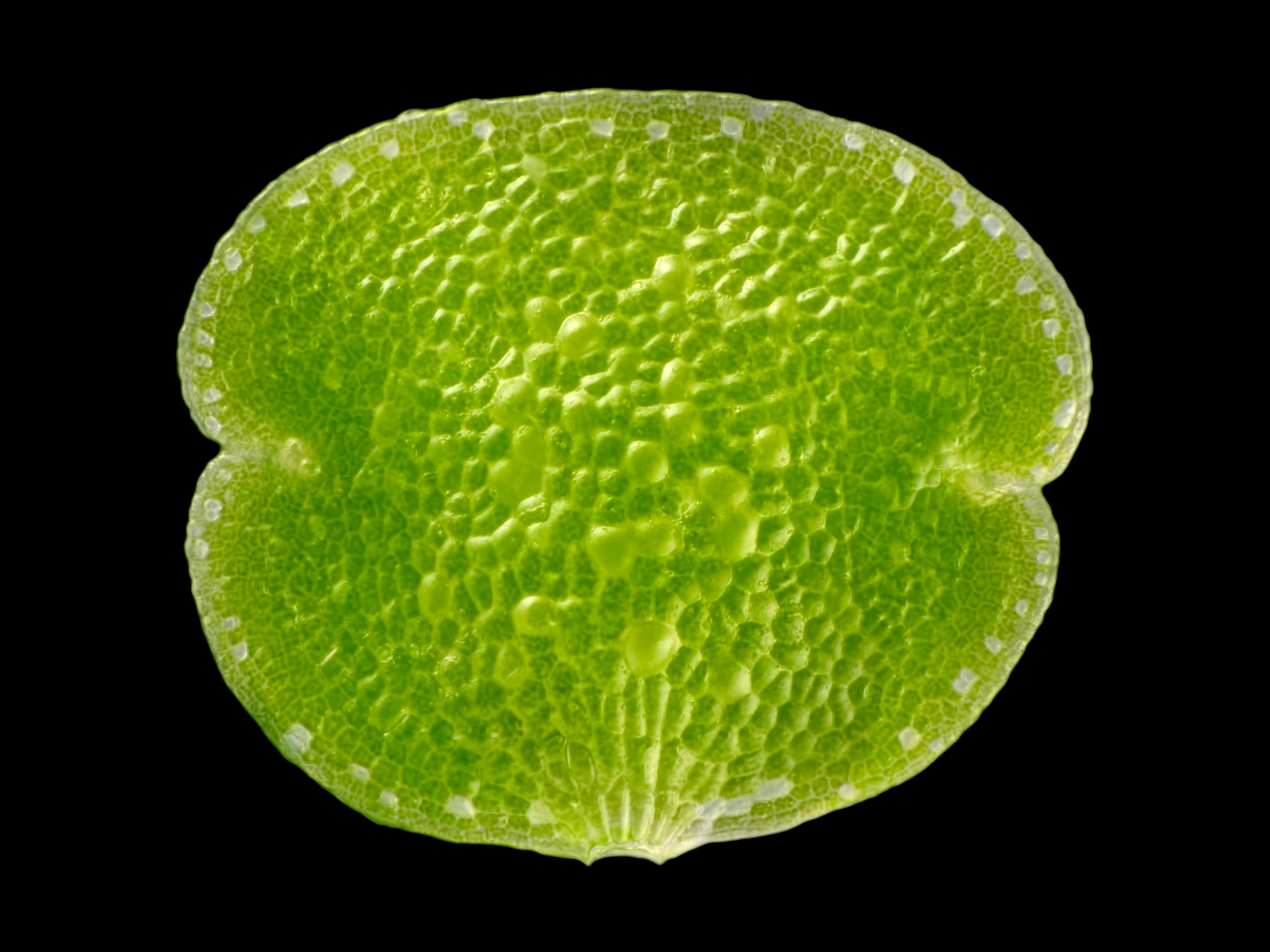
地钱的芽孢特写